# Reliant

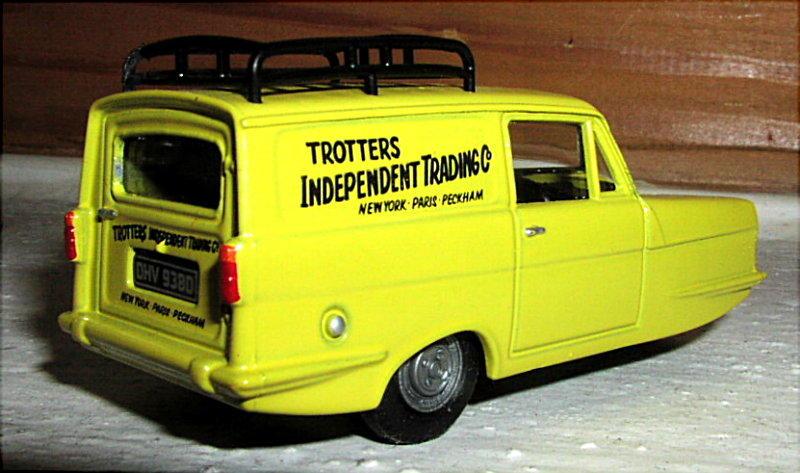
Reliant Regal Supervan III, aus der Fernsehserie Only Fools and Horses

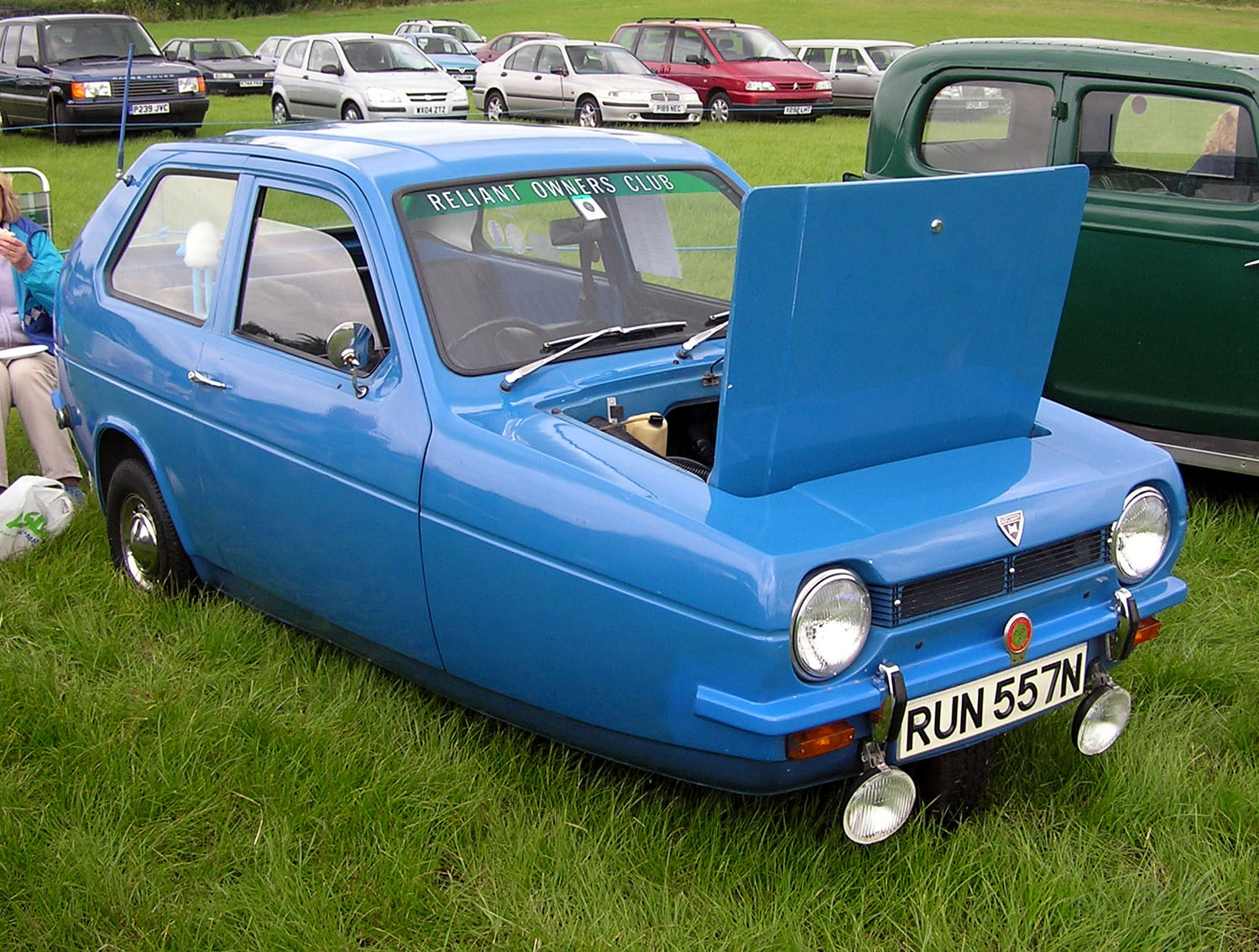
Reliant Robin (1974)

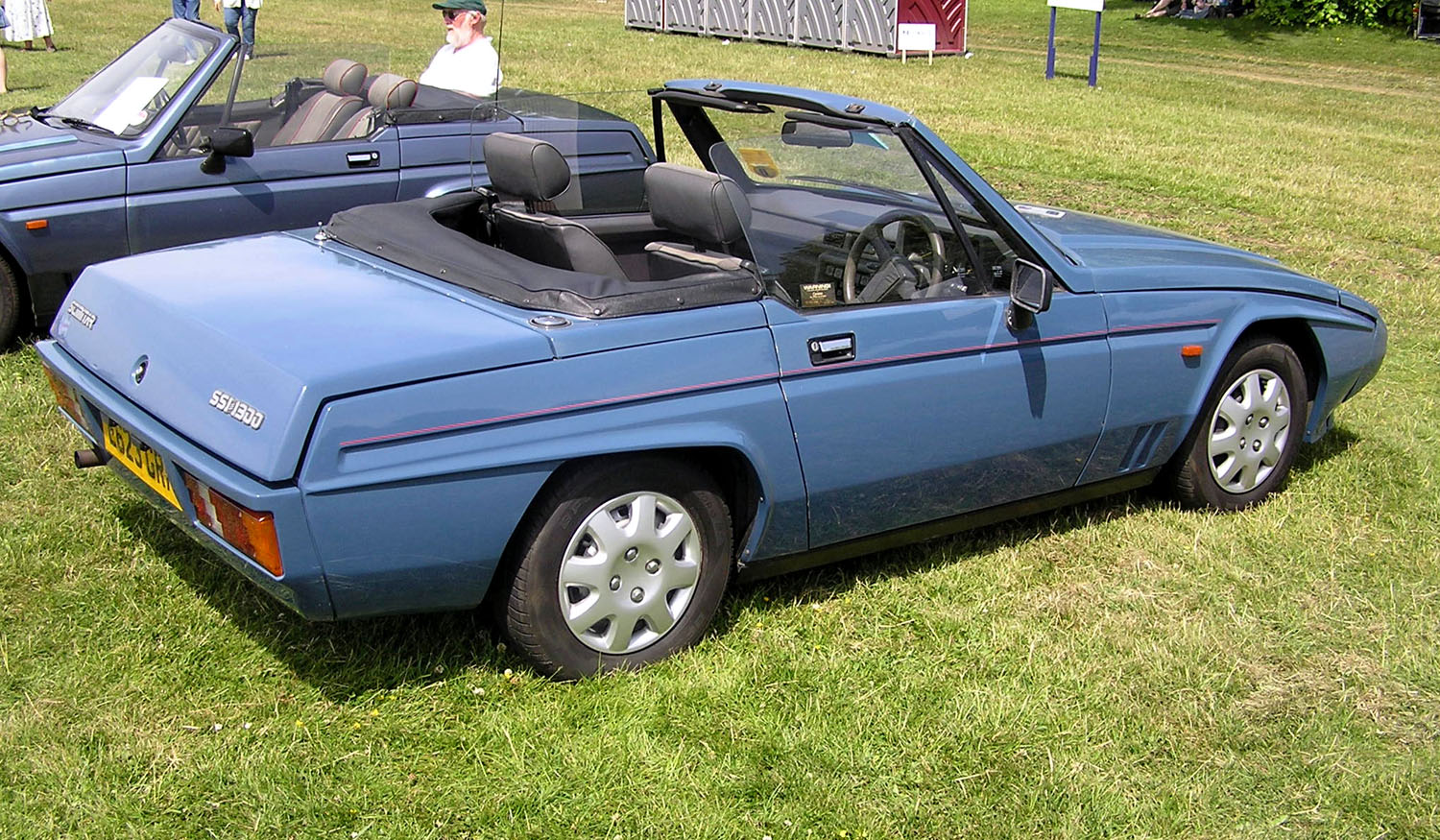
Reliant Scimitar SS1 1300 (1988)

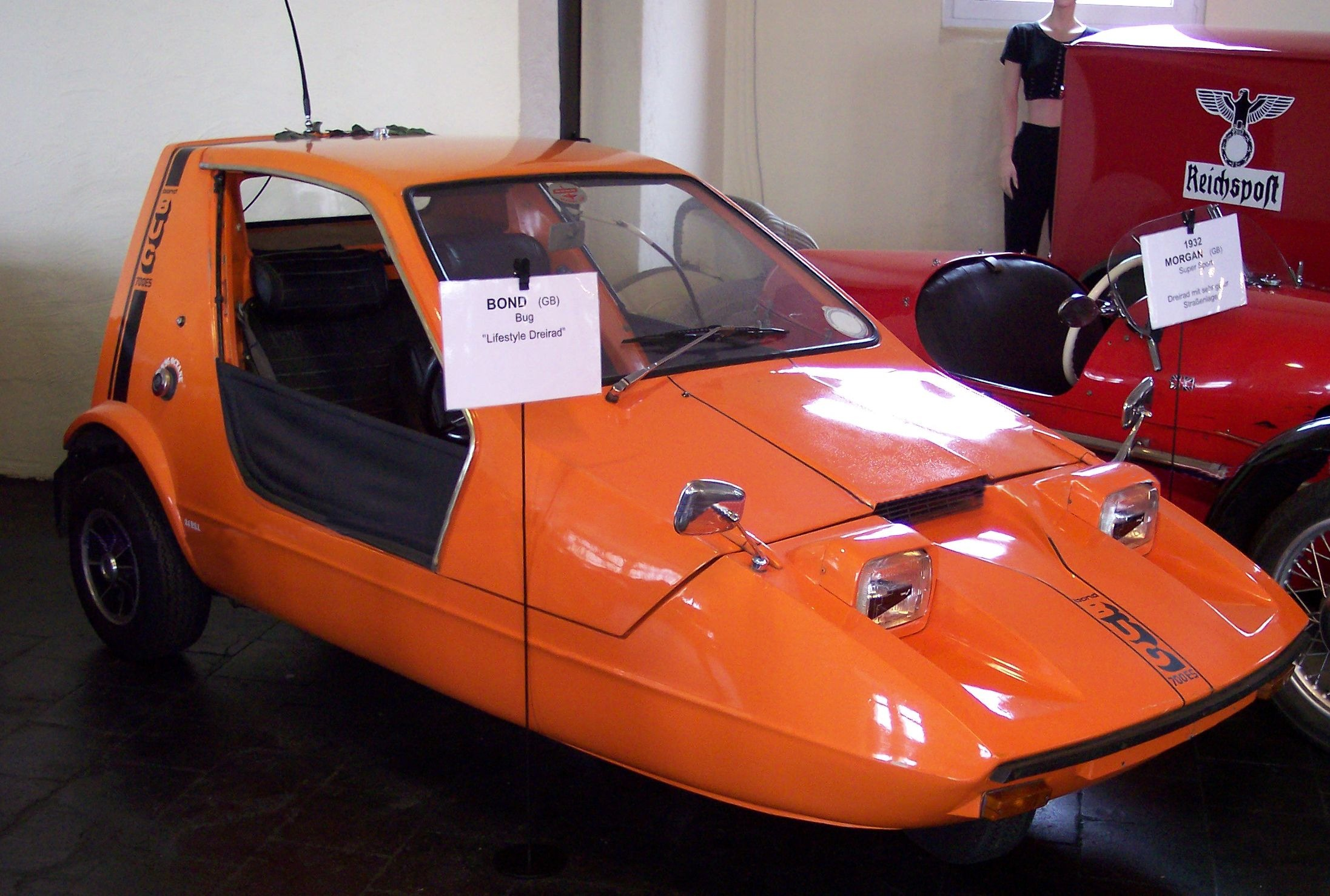
Bond Bug

Reliant ist ein ehemaliger britischer Automobilhersteller, der von 1935 bis 2001 in Tamworth (Staffordshire) tätig war.

## Geschichte und Modelle

### Vorgeschichte
Mit dem „Motor Taxation Act“ von 1921 wurde im Steuerrecht des Vereinigten Königreichs eine Sonderstellung für motorisierte Dreiradfahrzeuge geschaffen. Bei einem Leergewicht unter 8 cwt (≈ 406 kg) betrug die jährliche Abgabe pauschal vier Pfund Sterling, unabhängig von Hubraum und Leistung. Während Fahrzeuge zur Personenbeförderung zunächst keinen großen Zuspruch fanden, gab es einen Markt für Kurier- und Lieferfahrzeuge. Ein frühes Modell war das Ivy Karryall. Es bestand aus Vordergabel und Antriebseinheit eines Motorrads, die mit einem geschlossenen Kabinenaufbau verbunden waren. Der Fahrer saß aufrecht zwischen Vordergabel und Kabine, zwar überdacht, aber kaum geschützt.

### Raleigh Light Delivery Van
Die notwendigen Motorradteile für dieses Fahrzeug stammten von der Firma Raleigh, die sich 1930 die Rechte an dem Fahrzeug sicherte und es weiterentwickelte. Federführend war dabei der im selben Jahr zum Unternehmen gekommene Tom Lawrence Williams, der dem Vehikel zu größerer Motorleistung und höherer Zuladung verhalf. Der ab 1931 erhältliche Raleigh Light Delivery Van wartete mit verschiedenen Karosserievarianten auf; ab 1932 war er auch in einer Version zur Personenbeförderung verfügbar und 1933 ersetzte man die Lenkstange durch ein Lenkrad.
Williams zeichnete auch für den ebenfalls 1933 vorgestellten Raleigh Safety Seven verantwortlich, ein dreirädriges Cabriolet, dessen Hinterachse über eine Welle angetrieben wurde. 1934 wurde zwar noch eine geschlossene Version auf den Markt gebracht, aber im gleichen Jahr entschloss sich Raleigh zum Rückzug aus der Produktion motorisierter Fahrzeuge aller Art.

### Reliant
Williams schied aus dem Unternehmen aus und errichtete im Garten seines Hauses in Tamworth, Staffordshire, ein Konstruktionsbüro. Sein Kollege E. S. Thompson folgte ihm nach und im Herbst 1934 überarbeiteten sie den Light Delivery Van zum Reliant (englisch für „der Zuverlässige“). Der unterschied sich von seinen Vorgängern durch die geschlossene Fahrerkabine und die Aluminiumverkleidung auf einem Eschenholzrahmen. Im Frühjahr 1935 richteten Williams, Thompson und Mitarbeiter ihre Werkstatt in einem ehemaligen Busdepot ein und konnten im Juni des Jahres das erste Fahrzeug an einen Kunden ausliefern. Während der Absatz über den Sommer anstieg, ließ er im Herbst wieder nach. Williams und Thompson reagierten mit einem zusätzlichen Modell. Dessen Zuladung wurde von 7 cwt (ca. 350 kg) auf 10 cwt (ca. 500 kg) erhöht, der Kettenantrieb durch eine Antriebswelle ersetzt und die Sitzposition des Fahrers aus der Mitte heraus nach rechts verlegt. Neu waren auch ein elektrischer Starter und eine Wasserkühlung für den Motor sowie die Möglichkeit, einen Pick-up-Aufbau zu bestellen. 1936 fertigte die Reliant Engineering Company wöchentlich drei bis fünf Einheiten der verschiedenen Modelle, im Folgejahr stieg die Zahl auf acht bis zehn Einheiten. Ab 1938 bezog man von Austin den komplett montierten Vierzylindermotor des Super Seven und konnte durch die zusätzlich freigewordene Fläche im eigenen Haus die Produktionszahlen noch einmal steigern. Der neue Motor ermöglichte außerdem die Erhöhung der Zuladung bei beiden Reliant-Varianten, beim kleineren Modell um 1 auf 8 cwt, um 2 auf 12 cwt beim großen Modell.

### Zweiter Weltkrieg
Im Jahr 1939, als absehbar war, dass die Produktion des Super Seven-Vierzylinders nicht fortgeführt würde, begann man mit dem Aufbau einer eigenen Motorenfertigung. Thomson, der den größten Teil der Entwicklung übernommen hatte, orientierte sich stark an Austin. Der neue Motor war kurz vor Kriegsbeginn serienreif, so dass noch 80 Einheiten gebaut werden konnten. Ab 1940 wurde die Fahrzeugproduktion eingestellt, stattdessen produzierte Reliant verschiedene Rüstungsgüter als Zulieferer für andere Unternehmen. Zu den Rationierungsmaßnahmen der britischen Regierung gehörten auch Fahrverbote für Kraftfahrzeuge. Dreiräder waren allerdings ausgenommen, was das Interesse an Gebrauchtfahrzeugen dieser Bauart aufrechterhielt.

### Regent
Auch nach Kriegsende war die wirtschaftliche Situation im Vereinigten Königreich noch angespannt, somit bestand weiterhin ein Markt für Dreiräder. 1946 nahm man die Produktion des kleineren Reliant-Modells wieder auf und fertigte ab 1947 auch wieder die Variante mit der höheren Zuladung. 1950 stellte Reliant den Regent vor. Dessen Erscheinungsbild stimmte weitgehend mit dem seiner Vorgänger überein, er war aber statt mit Speichenrädern als erstes Fahrzeug in der Firmengeschichte mit Scheibenrädern aus Stahl ausgerüstet. Außer kleineren, technischen Neuheiten war die größte Änderung die reduzierte Zuladung, die nun wieder 10 cwt betrug. Der im Programm verbliebene kleine Reliant wurde sogar auf 6 cwt zurückgestuft. Damit hatte er die gleiche Zuladung wie eine neu hinzugekommene, kleinere Variante des Regent, die unter dem Namen Prince Regent angeboten wurde. Der Regent Mk. II war die letzte Inkarnation des ehemaligen Ivy Karryall, seine Motorradgabel fand nun unter einer Motorhaube Platz, die ihn einem Automobil ähnlicher sehen ließ. Seine Produktion wurde bis 1956 fortgeführt.

### Regal
Nachdem die Personenbeförderung bisher keine Rolle gespielt hatte, nahm Thompson die Idee des Safety Seven wieder auf und präsentierte 1951 den Prototyp des Regal. Auch dieser Entwurf war ein Cabriolet und hatte eine Aluminiumkarosserie mit Eschenholzgerippe. Er war nicht als Zweisitzer konzipiert, sondern für vier Passagiere gedacht. Mit verkleinerten Abmessungen ging er 1953 als Regal Mk I in Serie und wurde schon im Spätjahr 1954 vom verbesserten Regal Mk II abgelöst, der nun vier Erwachsenen Platz bieten sollte. Ursprünglich nur mit Verdeck erhältlich, gab es den Mk II ab 1955 auch mit Hardtop, Motorhaube und Heckklappe aus glasfaserverstärktem Kunststoff (GfK). Der neue Werkstoff bewährte sich und die Karosserie des ab 1956 gebauten Regal Mk III bestand vollständig aus GfK, Motorblock und Zylinderkopf waren aus Aluminium. Der ab November 1958 erhältliche Nachfolger Regal Mk IV war als letztes Modell mit einem Verdeck erhältlich. Bei ihm wurden die elektrische Anlage auf 12 Volt umgestellt sowie Fahrwerk und Lenkung geändert. Bereits im Juni 1959 erschien der Regal Mk V mit bescheidenen Neuerungen wie zum Beispiel einem Kofferraum im Heck und einem zweiten Scheibenwischer für die Beifahrerseite; die Instrumente waren nun in der Mitte des Armaturenbretts platziert. Ab November 1960 wurde er vom Regal Mk VI abgelöst, der sich von seinem Vorgänger durch größere Scheiben unterschied.

### Weitere Modelle
Ab 1962 fertigte man in Kooperation mit der Autocars Company Ltd. aus Haifa einen Sportzweisitzer namens Sabre (in Israel als Sabra Sport vertrieben) mit einer Karosserie aus glasfaserverstärktem Kunststoff und einem 1,7-Liter-Motor, der aus dem damaligen Ford Consul stammte. Von 1964 bis 1970 wurde das sportliche Coupé Scimitar GT (sprich: Simiter; dt. Krummschwert) hergestellt, ab 1968 bot man den zu den sogenannten Shooting Brakes zählenden Scimitar GTE mit einem Ford-V6-Triebwerk (3 l) an. Von ihm wurden bis 1986 mindestens fünf verschiedene Versionen und insgesamt rund 14.000 Exemplare gebaut. Im Jahre 1970 wurde der konkurrierende Dreiradhersteller Bond Cars übernommen. Aus dessen Palette wurde der moderne Bond Bug in das eigene Programm übernommen. 1975 nahm man die Produktion eines vierrädrigen Kleinwagens auf, der den Namen Kitten (dt. „Kätzchen“, „Katzenjunges“) trug. Auf Basis dessen Fahrgestells ging 1979 ein Pick-up mit ungewöhnlich tiefer Gürtellinie und Plandach namens Fox in Kooperation mit Mebea in Serie. Mit Mebea kooperierte Reliant bereits in den Jahren zuvor. Ab 1983 wurde der Fox direkt bei Reliant hergestellt.

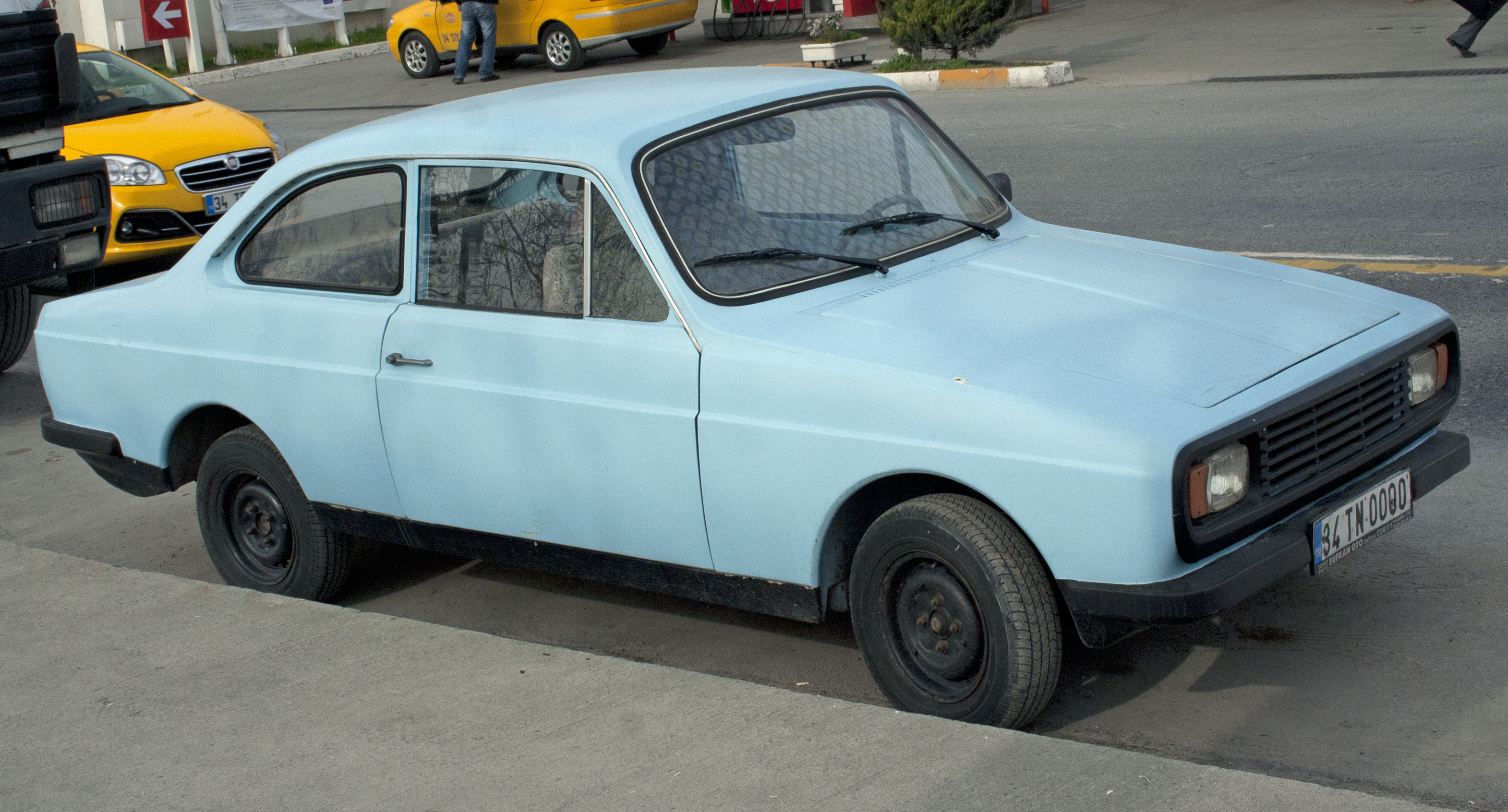
Anadol A1

Wegen der im Vergleich zur Karosseriefertigung aus tiefgezogenem Stahlblech erheblich geringeren Investitionskosten für die Produktion von Kunststoffkarosserien war Reliant als Pionier dieser Bauweise zeitweise ein gefragter Partner für Länder, in denen eine Automobilindustrie aufgebaut werden sollte. Für die Produktion in der Türkei entwarf Reliant den Anadol A1 (interne Bezeichnung: Reliant FW 5). In Indien wurde in den 1980er Jahren der Kitten als Sipani Dolphin in geringen Stückzahlen in Lizenz produziert.
In England fertigte man bis in die späten 1980er Jahre in enger Zusammenarbeit mit Ford Sportcoupés und Cabriolets in Kompositbauweise auf der Basis der Serienfahrzeuge. Im Jahr 2001 wurden der Firmensitz nach Cannock verlegt und die Automobilproduktion aufgegeben. Seither konzentriert sich Reliant auf den Import spezieller Fahrzeuge.

#### Bekannte Modelle
- Reliant Ant TW9
- Reliant Fox
- Reliant Kitten
- Reliant Rebel

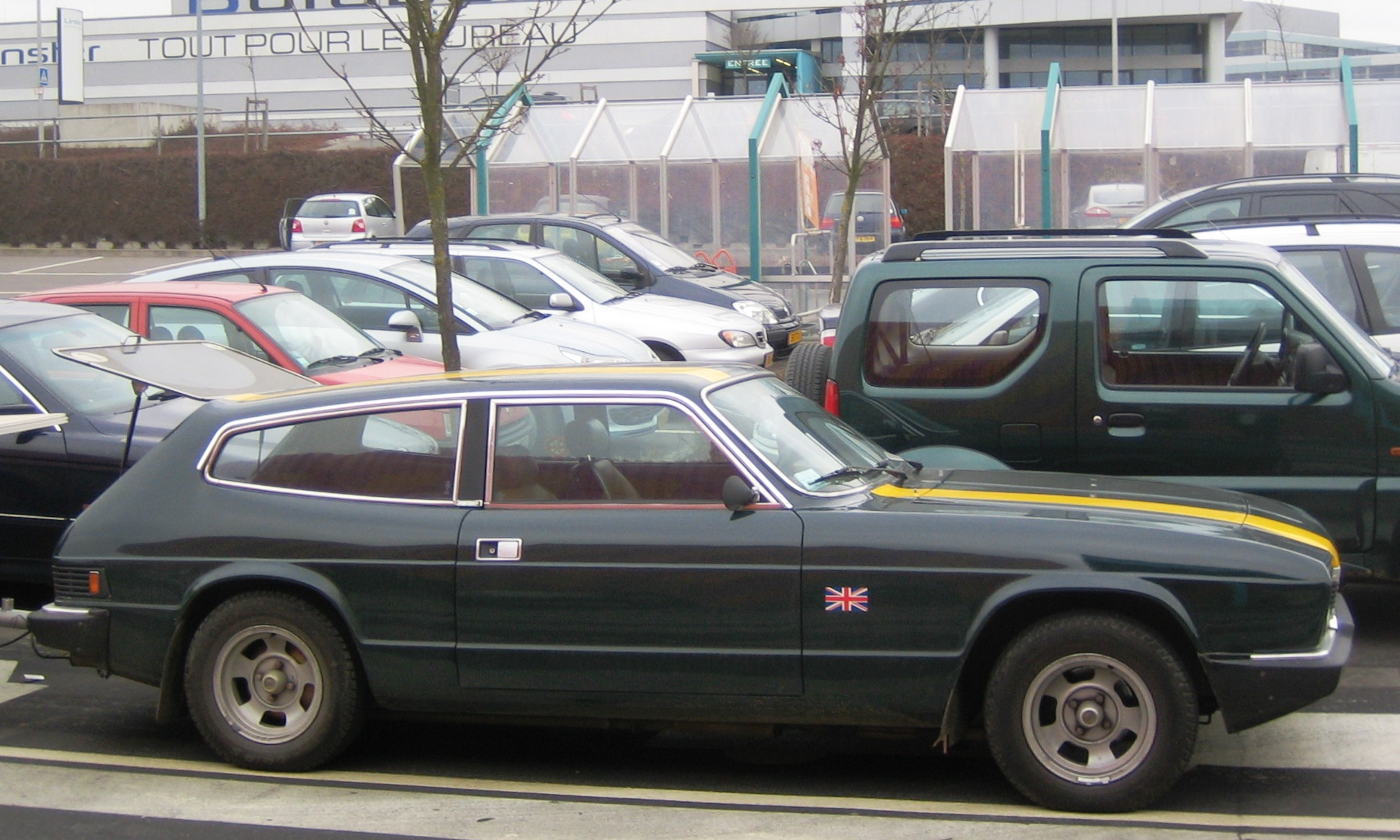
Reliant Scimitar GTE, der britische Shooting Brake schlechthin

- Reliant Regal Mark I-VI, 21/E, 3/25, 3/30
- Reliant Regent
- Reliant Rialto
- Reliant Robin
- Reliant Sabre Four, Six
- Reliant Scimitar GT, GTE
- Reliant Scimitar SS SS1, SS2, SST, Sabre

## Karosserie aus Kunststoff und Stückzahlen
Die Karosserie wurde bei den meisten Reliant-Pkw aus Kunststoff gefertigt und auf die Rahmen-Bodengruppe aufgesetzt. Für den Fertigungsprozess wurden relativ viele Arbeitskräfte benötigt sowie viele Negativ-Formen aufgrund der Trocknungszeiten der Kunststoffteile. Ende der 1970er Jahre war man neben dem Handauflegeverfahren für einige einfachere Karosserieteile wie Kofferklappen, Deckel und Türen zum Pressverfahren übergegangen. Polyesterharz und Glasfaser-Vlies wurden bei 150 °C gepresst, oft innerhalb weniger Minuten pro Teil. Der relativ aufwändige Herstellungsprozess ließ Ende der 1970er Jahre eine Stückzahl von 5000–6000 Fahrzeugen pro Jahr zu, bei einer Belegschaft von 2200 Arbeitern und Angestellten. Auch andere Hersteller von Karosserieteilen aus Kunststoff für Großserien-Pkw wie z. B. den Trabant hatten mit dem aufwändigen Herstellungsprozess zu kämpfen. Bis heute konnten sich Karosserieteile aus Kunststoff trotz der zahlreichen Vorzüge nicht im Automobilbau durchsetzen.
Die Produktionsumfang von Automobilen bei Reliant war Ende der 1970er Jahre rückläufig: Wurden 1977 noch 2377 Automobile hergestellt, waren es 1978 nur noch 820 Stück. Der Schwerpunkt des Reliant-Geschäfts lag seinerzeit eher auf Teilesätzen und Technologieexport.

## Sonstiges
Einige Modelle der Firma haben in Filmen, Fernsehserien und Büchern Bekanntheit erlangt, etwa der hellblaue Reliant Regal Supervan III, der als Running Gag in mehreren Folgen von Rowan Atkinsons Mr. Bean auftritt und dabei regelmäßig von Mr. Beans Mini „aus der Bahn“ geworfen wird. Außerdem treten ein Reliant Regal Supervan II in the Trotters und ein Supervan III in Alan Bennetts Buch The Lady in the Van auf. Des Weiteren wurde ein Reliant Robin im Rahmen einer Top-Gear-Folge auf eine selbstgebaute Rakete montiert und in den Himmel geschossen, das so entstandene „Shuttle“ trennte sich aber nicht von der Trägerrakete und wurde mitsamt dieser in den Boden gerammt und bei der Explosion völlig zerstört.